# In Amenas
In Amenas là một đô thị thuộc tỉnh Illizi, Algérie. Dân số thời điểm năm 2002 là 5.302 người.